# Kenji Takahashi
Kenji Takahashi (en japonès: 高橋健二) (Prefectura d'Aichi, 13 de juliol de 1952) va ser un ciclista japonès, que s'especialitzà en la pista. Va aconseguir una medalla de bronze al Campionat del món de velocitat de 1981 per darrere del seu compatriota Koichi Nakano i del canadenc Gordon Singleton.